# Sentier de grande randonnée 470
Le sentier de grande randonnée 470 (GR 470) relie Brioude dans la Haute-Loire à La Bastide-Puylaurent en Lozère via les Gorges de l'Allier.
Deux choix de parcours sont possibles entre Prades et Langogne (option Gorges 11 étapes ou option Margeride 9 étapes). Le sentier croise le GR 65 (Via Podiensis) et le GR 4. Un retour est possible en train par Le Cévenol.
Auparavant, le GR était numéroté GR 412. Ce numéro est maintenant attribué au Sentier des Terrils, en Belgique.

## Parcours
Dans la Haute-Loire
 Brioude
 Vieille-Brioude
 Saint-Ilpize
 Villeneuve-d'Allier
 Blassac
 Lavoûte-Chilhac
 Chilhac
 Langeac
 Chanteuges
 Saint-Julien-des-Chazes
 Prades
| Option Margeride                                                                                     | Option Gorges |
| --- | --- |
| GR 65 Saint-Préjet-d'Allier Dans la Lozère Chambon-le-Château ~ Le Chapeauroux Grandrieu GR 4 Auroux | Monistrol-d'Allier GR 65 Pont-d'Alleyras Saint-Vénérand Saint-Christophe-d'Allier Dans la Lozère Chapeauroux ~ Le Chapeauroux Dans la Haute-Loire Saint-Haon Landos Pradelles |

Dans la Lozère
 Langogne
 Saint-Flour-de-Mercoire
 Cheylard-l'Évêque
 La Bastide-Puylaurent